# Ingeborg Schmitz
Ingeborg „Inge“ Schmitz (* 22. April 1922 in Berlin; † nach 1940) war eine deutsche Schwimmerin.
Bei den Olympischen Spielen 1936 in Berlin gewann die deutsche Freistilstaffel mit Ruth Halbsguth, Leni Lohmar, Ingeborg Schmitz und Gisela Arendt die Silbermedaille hinter den Niederländerinnen. Über 100 Meter Freistil schied sie im Vorlauf aus.
Ingeborg Schmitz startete für die Wasserfreunde Spandau 04. Sie gewann den Deutschen Meistertitel über 100 Meter Freistil 1938. 1939 und 1940 siegte sie über 400 Meter Freistil. 